# 스위스 기상청
스위스 연방기상청(독일어: MeteoSchweiz, 프랑스어: MétéoSuisse, 이탈리아어: MeteoSvizzera, 약칭 메테오스위스)은 스위스 연방행정부의 사무소이다. 취리히, 취리히 공항, 제네바, 로카르노 및 파예른 지역에서 290명의 직원을 고용하고 있다.

## 역사
원래 중앙 기상 연구소(MZA)로 설립되었으며, 1863년까지 88개의 기상관측소를 운영했다. 그 이름은 1979년에 스위스 기상 연구소 (SMA)로 변경되었다. 1996년부터 MeteoSwiss로 운영되고 있다. 2006년부터 공식 명칭은 "연방 기상기후국 MeteoSwiss"이다.

## 기능
사무실은 24시간 내내 날씨를 관찰하여 강풍, 폭우, 폭풍 또는 폭염이 예보되면, 일기예보를 작성하고 당국과 주민들에게 경보를 발령한다. 또한 민간, 군사 및 민간 항공에 기상서비스를 제공한다.
사무소는 또한 알프스의 날씨와 기후를 이해하기 위한 연구 개발 프로그램을 수행한다. 그들은 또한 제네바에 있는 세계기상기구에서 공식적으로 스위스를 대표한다.